# Philipp Fahrbach der Jüngere

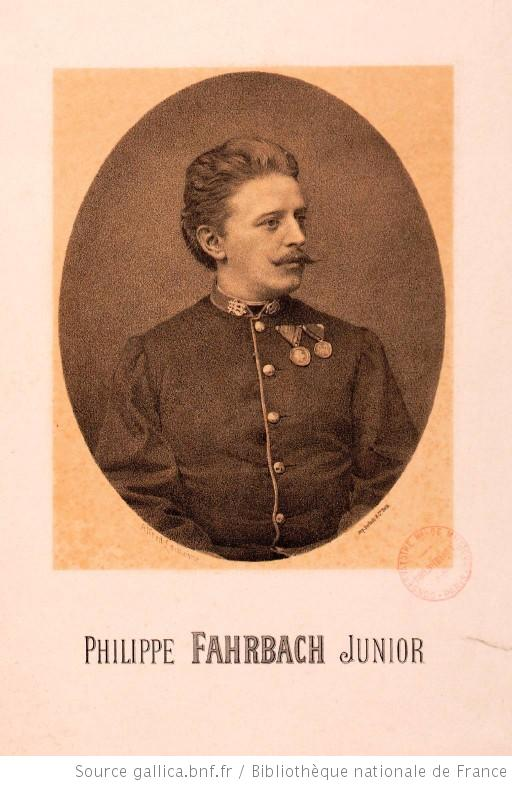
Philipp Fahrbach

Philipp Fahrbach der Jüngere (auch Philipp Fahrbach junior, * 16. Dezember 1843 in Wien; † 15. Februar 1894 ebenda) war ein österreichischer Violinist und Kapellmeister. Der Sohn von Philipp Fahrbach dem Älteren trat 1855 die Nachfolge seines Vaters als Leiter der Kapelle an, mit der er große Triumphe bei der Weltausstellung Paris 1878 feierte. Er galt als Konkurrent von Johann Strauß (Sohn). Er komponierte über 500 Tänze, Märsche und Operetten.